# Mark Wall

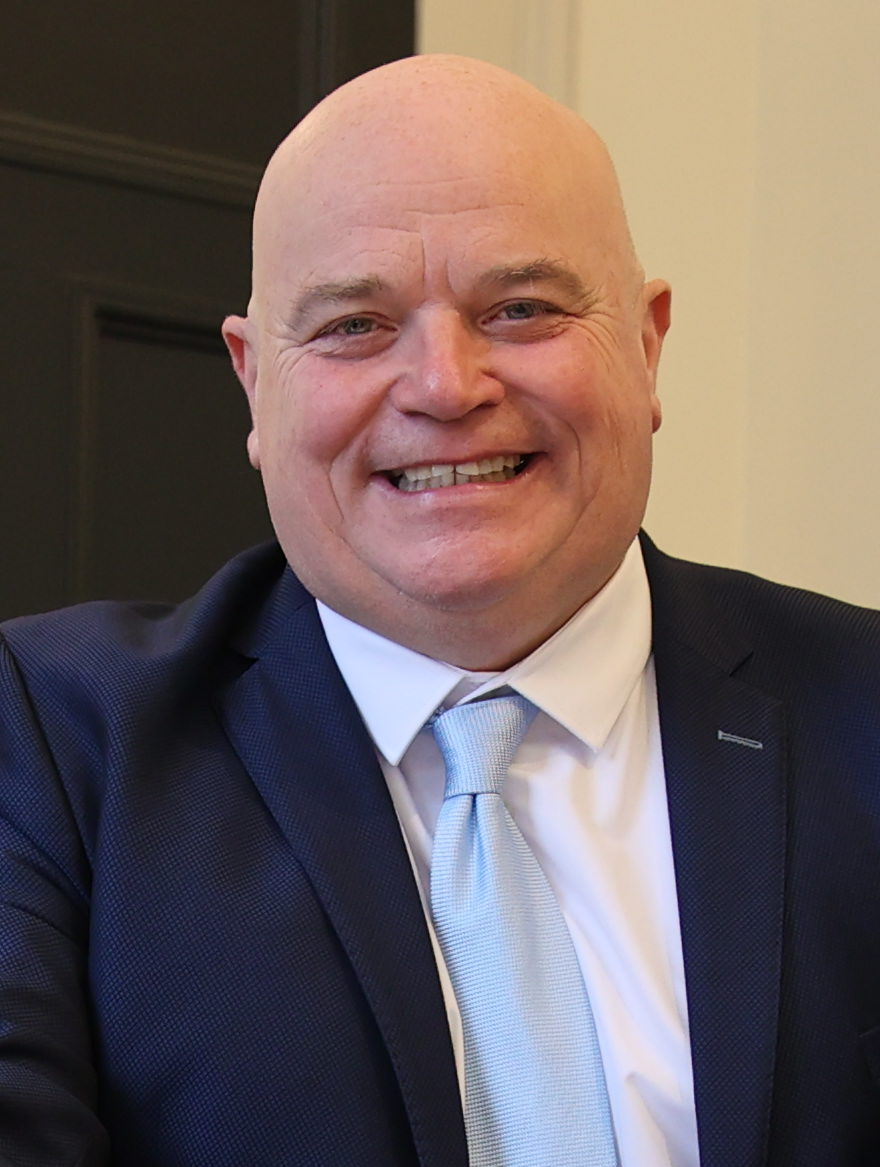
Mark Wall (2024)

Mark Wall (* 13. Januar 1970 in Portlaoise, County Laois) ist ein irischer Politiker der Irish Labour Party, für die er seit 2024 als Teachta Dála im Dáil Éireann, dem Unterhaus des Oireachtas, sitzt.

## Leben
Wall ist der Sohn des Labour-Politikers Jack Wall. Er studierte am Institute of Technology in Carlow Marketing und Wirtschaftswissenschaften. 2009 wurde er in den Kildare County Council gewählt. 2014 und 2019 wurde er wieder gewählt. Er war Mayor of Athy 2012 bis 2013 und Mayor of Kildare 2013 bis 2014. Bei den Wahlen zum Dáil Éireann 2016 und 2020 trat er ohne Erfolg im Wahlkreis Kildare South an. Stattdessen wurde er 2020 auf der Industrie- und Gewerbeliste in den Seanad Éireann gewählt. Bei den Wahlen zum Dáil Éireann 2024 gelang es ihm dann aber, genug Stimmen für den Einzug in den Dáil zu erringen.